# Tuffé-Val-de-la-Chéronne
Tuffé-Val-de-la-Chéronne – gmina we Francji, w regionie Kraj Loary, w departamencie Sarthe. W 2013 roku liczba ludności wynosiła 1744 mieszkańców. 
Gmina została utworzona 1 stycznia 2016 roku z połączenia dwóch ówczesnych gmin: Saint-Hilaire-le-Lierru oraz Tuffé. Siedzibą gminy została miejscowość Tuffé.